# Dean Pay

a Compétitions nationales et continentales officielles uniquement.

b Matchs officiels uniquement.
Dean Pay, né le 3 juin 1969 à Dubbo (Australie), est un joueur et entraîneur australien de rugby à XIII évoluant au poste de pilier ou de deuxième ligne dans les années 1980 et 1990. En tant que joueur, il débute à Canterbury-Bankstown dans le Championnat de Nouvelle-Galles du Sud qu'il remporte en 1994, avant de rejoindre Parramatta. Il est sélectionné pour la Coupe du monde en 1995 qu'il remporte avec l'Australie. Enfin, il compte trois titres de State of Origin et deux titres de City vs Country Origin.
Après sa carrière de joueur, il devient entraîneur en 2007. Il devient entraîneur-adjoint de Ricky Stuart au sein des Roosters de Sydney  puis aux Dragons Catalans sous les ordres de Kevin Walters. Il s'occupe en 2010 de l'équipe des jeunes de Melbourne puis en 2013 de l'équipe des jeunes de Parramatta. En 2018, il signe un contrat de deux ans pour prendre en main l'équipe première de Canterbury-Bankstown et prolonge d'une année en 2020.

## Palmarès
- Collectif : 
  - Vainqueur de la Coupe du monde : 1995 (Australie).
  - Vainqueur du State of Origin : 1994, 1996 et 1997 (Nouvelle-Galles du Sud).
  - Vainqueur du City vs Country Origin : 1994 et 1996 (Country).
  - Vainqueur de l'Australian Rugby League : 1995 (Canterbury-Bankstown).
  - Finaliste du Championnat de Nouvelle-Galles du Sud : 1994 (Canterbury-Bankstown).